# Utnämningsmakten i Sverige
Utnämningsmakten i Sverige är den utnämningsmakt som Sveriges regering har att utse högre tjänster inom domstolsväsendet och den statliga förvaltningen.
I Sverige är den organiserad som ett utpräglat positionssystem (d.v.s. vanligt med extern rekrytering och inget formellt internt system) med ett litet antal spoilstjänster (tjänster som byts ut vid ett regeringsskifte) och med ett slutet kallelse-förfarande (i motsats till öppen annonsering) där regeringen är enväldig. Från och med mars 2007 har öppenheten ökat, med annonsering och en tydlig kravprofil.[källa behövs]

## Roll och organisation
Formellt regleras utnämningsmakten i grundlagen regeringsformen. Vid tillsättningar ska "avseende fästas endast vid sakliga grunder, såsom förtjänst och skicklighet", men bristen på insyn gör det svårt att granska om grundlagen verkligen följs.
Sveriges regering tillsätter (2005) cirka 500 högre tjänster inom domstolsväsendet och den statliga förvaltningen. De viktigaste är generaldirektörer, landshövdingar, domare och ambassadörer.
I praktiken kan det innebära att statsministern har ett avgörande inflytande över utnämningarna. I regeringens chefspolicy framgick det 2006 att statsministern har en särskilt viktig roll att spela vid utnämningen av högre tjänster. När oppositionen upptäckte det protesterade de dock för att de ansåg att det var grundlagsvidrigt.[källa behövs]
Det anses ha varit allmänt accepterat i praxis att landshövdingar i första hand har politisk erfarenhet. Det skall också ha funnits en överenskommelse mellan partierna, fram till 1994, att före detta statssekreterare skulle ges likvärdig befattning, i praktiken en befattning som generaldirektör.  De högsta domarna i Sverige har ofta tidigare tjänstgjort på regeringskansliet.[källa behövs]
Den nya regeringen Reinfeldt beslutade efter 2006 års val att införa större öppenhet i ansökningsförfarandet. Bakgrunden till det beslutet var en omfattande kritik sedan början av 2000-talet av regeringen Perssons förmodade missbruk av utnämningsmakten.  Den första tjänsten som annonserades, till skillnad från det slutna kallelse-förfarandet, var tjänsten som ny generaldirektör för Konsumentverket. 
Utnämningsmaktens roll och organisation i Sverige uppvisar tydliga förmoderna drag och avviker därmed också negativt från förhållanden i samtliga jämförbara länder, med avseende på maktdelning och öppenhet.[källa behövs] I flera andra länder är politiska utnämningar bannlysta. I Norge är alla annonser för höga tjänster offentliga. I Storbritannien övervakas tillsättningarna av en fristående kommission.
Det mesta tyder samtidigt på att utnämningar i Sverige i stor utsträckning har använts som belöning för lojalitet till det statsbärande partiet och som reträttposter för medlemmar av en privilegierad politisk klass.[källa behövs]

## Utnämningspolitik
Utnämningspolitiken har periodvis tilldragit sig stort intresse i Sverige på grund av det internationellt sett ovanliga systemet med stor självständighet hos myndigheterna, framför allt gällande myndighetsutövningen, och förbud mot ministerstyre. I den nya regeringsformen 1634 uttryckte dåvarande rikskanslern Axel Oxenstierna:
Man måste i distributionen av alle kall och officier [tjänster, ämbeten], men särdeles i krigsväsendet, se på vars och ens kapacitet och varken på vänskap eller frändskap, på det riksens tjänst icke går tillbaka och de själva komma på olycke.
I Sverige tillsätts statliga tjänstemän numera utan insyn från allmänhet av regeringen. Protokoll från tillsättningarna sparas inte.[källa behövs]
Sedan 20 september 2007 intresseannonserar regeringen befattningar som myndighetschefer. 54 personer har anställt på detta vis sedan dess, med 54% kvinnor. I 2008 års budgetproposition angavs "att intresseannonsering efter myndighetschefer skulle vara mer regel än undantag". 2 februari 2009 lämnades ett betänkande om sekretess vid anställning av myndighetschefer till regeringen. Sekretessen skulle då gälla i tio år. 19 oktober 2009 lämnades en lagrådsremiss till lagrådet om frågan. 1 april 2010 infördes lagändringen.

## Den svenska debatten

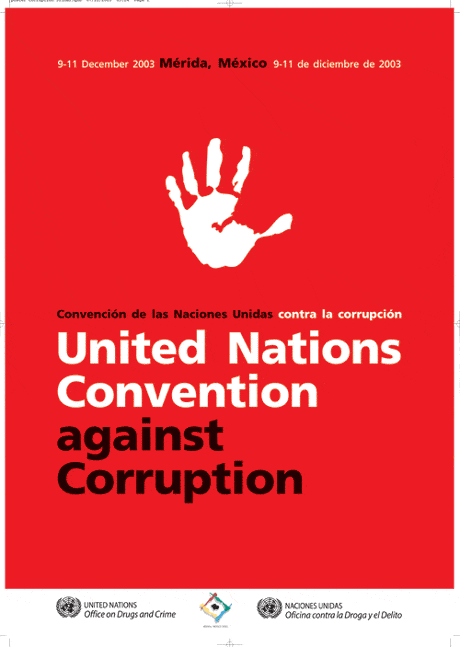
Kritiken har ofta hänvisat till att bristen på öppenhet bryter mot FN:s konvention mot korruption

En återkommande kritik är att unämningar i Sverige genom sin brist på öppenhet vid tillsättningarna bryter mot FN:s konvention mot korruption.:27

### 1970-talet och 1980-talet
Kritiken av utnämningsmakten under 1970-talet och 1980-talet kom framförallt från ledande jurister och medborgarrättsorganisationer, och gällde tillsättningen av högre domare, eftersom en viktig rekryteringsgrund för dessa var att de först hade tjänstgjort på regeringskansliet.[källa behövs]

### 1990-talet
Först mot slutet av 1990-talet började de politiska partierna, statsvetare och massmedia att aktivera sig i denna fråga.[källa behövs]  Bakgrunden tycks ha varit en kombination av enskilda uppmärksammade ärenden och ett allt tydligare mönster inom flera sektorer, till exempel andelen socialdemokrater som satt i universitetsstyrelser eller som var generaldirektörer.[källa behövs]
Eftersom det inte fanns någon öppenhet baserades kritiken på en kombination av enskilda fall och statistik. Förutom påstådd överrepresentation för vänner till Göran Persson, Socialdemokraterna och partier som hade samarbetat med Regeringen Persson,[källa behövs] angavs det i kritiken som en typiskt svensk avvikelse att en stor andel domare hade arbetat på regeringskansliet och att generaldirektörer var före detta statssekreterare.[källa behövs]

### 2000-talet
År 2000 rekommenderade en statlig utredning att domstolsverket borde lyda under riksdagen istället för regeringen och att utnämningen av höga domare borde skötas av riksdagen, i samarbete med en nämnd.[källa behövs]
År 2003 skrev Sverige under FN:s konvention mot politisk korruption.[källa behövs]

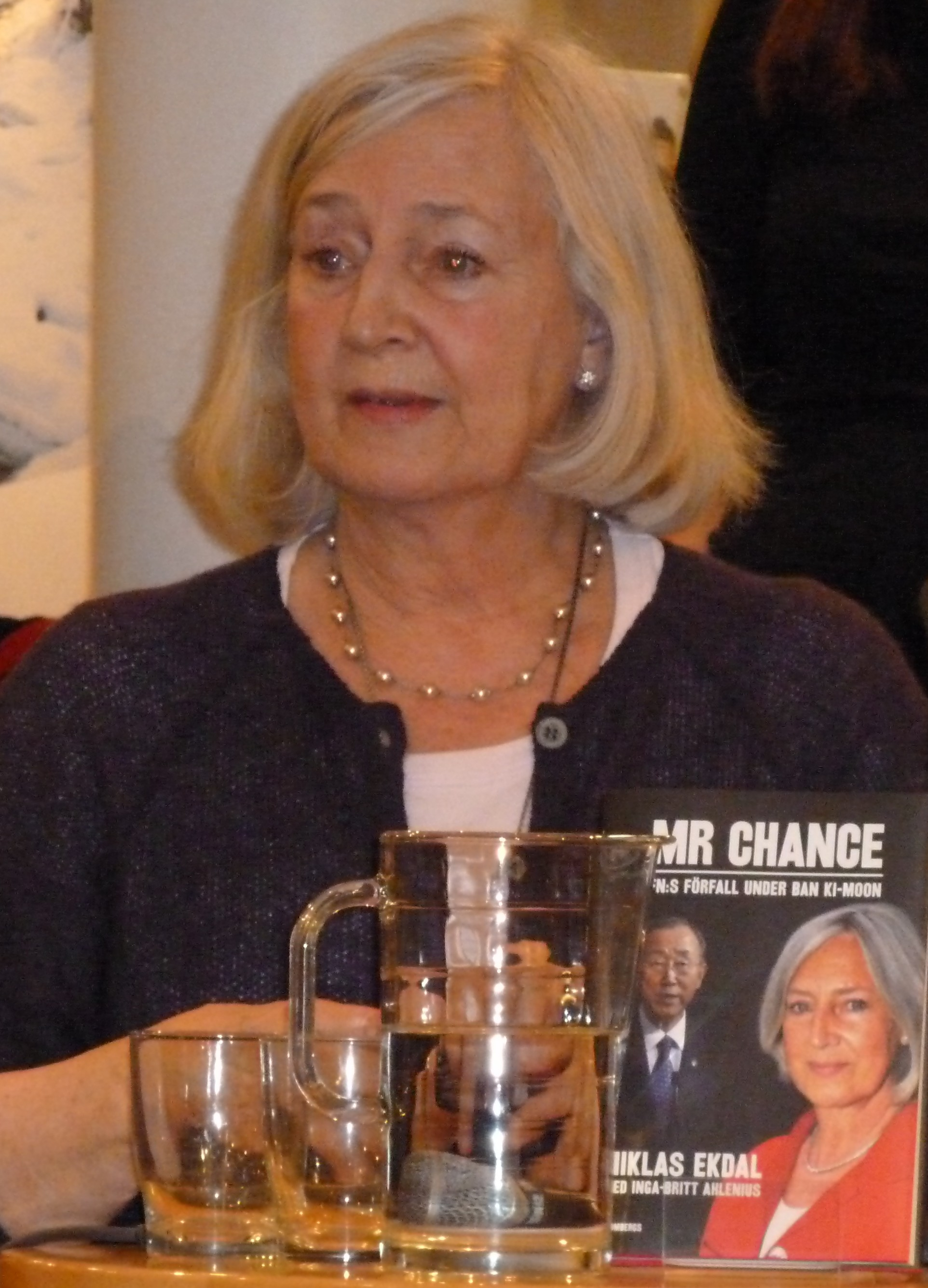
Inga-Britt Ahlenius har länge kritiserat bristen på insyn vid utnämningar till högre positioner.

Inga-Britt Ahlenius, som tidigare varit generaldirektör för Riksrevisionsverket 1993–2003, kritiserade den svenska utnämningspolitiken i tidningsartiklar och intervjuer under 2004 och 2005. Hon sade att den sannolikt i stred mot FN:s konvention mot korruption.[källa behövs] 2012 återkom hon med kritik mot vad hon kallade den "mjuka korruptionen" till exempel när topposter delas ut inom vänskapskretsen. Hon har därefter återkommit bland annat med kritik mot brist bristen på insyn vid tillsättningar.
I december 2005 sände SVT dokumentärprogrammet "De utvalda" (Dokument inifrån) om utnämningsmakten. Där riktades bland annat kritik mot att protokoll från tillsättningarna inte sparas.
TV 4:s Dokument inifrån gjorde 2005 en uppmärksammad dokumentär om misstänkt missbruk av utnämningsmakten i Sverige. I det programmet jämfördes Sverige med Norge och England. I programmet intervjuades också Kjell-Olof Feldt, som menade att det svenska utnämningssystemet inte har förändrats sedan före demokratins genombrott i Sverige.[källa behövs]
Utredaren Per Molander har utrett utnämningsmakten åt SACO, 2006, och redovisat resultatet i rapporten "Chefstillsättning i staten". Han kom fram till att Sverige bryter mot FN:s konvention mot korruption rörande artikel 7 och krav på anställningsbeslut i offentlig sektor, och lyfte särskilt fram kravet på öppenhet eftersom det är denna som gör det möjligt att avgöra om kraven i fråga har efterlevts.:27
Transparency international har ifrågasatt det svenska systemet på ett särskilt seminarium 2006.[källa behövs]
När regeringen Reinfeldt tillträdde, 2006, var en av de första åtgärderna att besluta att öka öppenheten vid tillsättning av högre tjänster. Däremot avskedade de inte någon av de som de före valet ansåg hade utnämnts på felaktiga grunder. Den borgerliga regeringen kritiserades dock själv för missbruk av utnämningsmakten.

### 2020-talet
2021 publicerade Timbro rapporten "Enpartistaten" som granskade hur utnämningsmakten hade använts 2014–2020 och följde upp publiceringen med ett panelsamtal. Enligt rapporten hade regeringen Löfven I och regeringen Löfven II missbrukat utnämningsmakten och skrev att "Var fjärde ordinarie myndighetschef som tillsatts har varit politiker, och utnämningarna har inte präglats av öppenhet, saklighet eller ändamålsenliga processer." Av de som utnämnts som hade en politisk färg, viktat efter myndigheternas storlek, var 90 procent socialdemokrater. Enligt rapporten uppfyllde utnämningssystemet inte FN:s konvention mot korruption.

### Bemötanden

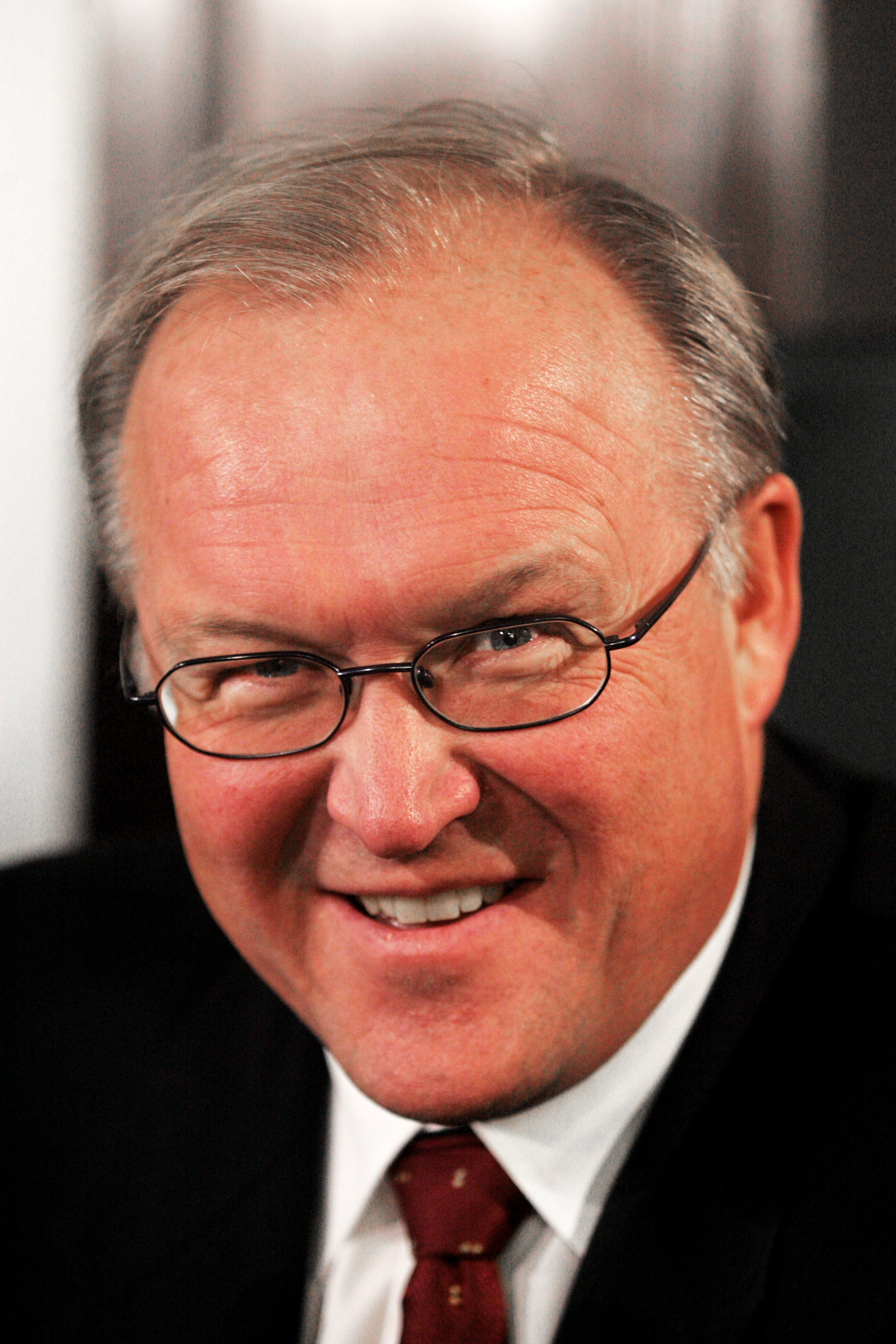
Dåvarande statsminister Göran Persson sade 1998 att Socialdemokraternas dominans var orsak till att det fanns flera S-kandidater med lämplig bakgrund och att det kunde förklara partiets övervikt vid utnämningar.

Bemötanden av kritiken har varit få.[källa behövs]

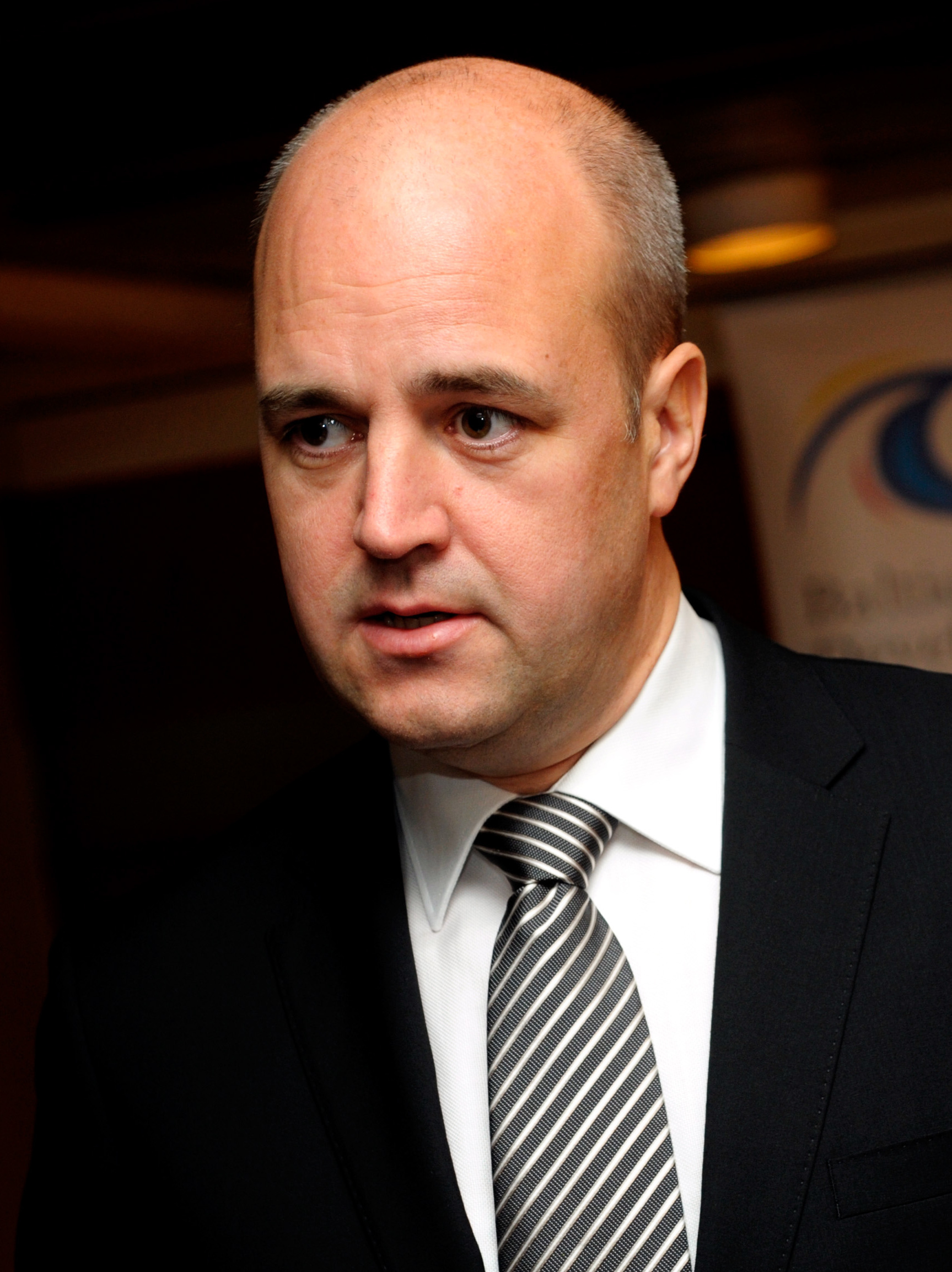
Dåvarande statsminister Fredrik Reinfeldt motiverade 2007 den slutna processen kring utnämningen av ambassadörer med att "de som är kvalificerade och oftast kommer i fråga hämtas från en mindre del av arbetsmarknaden".

Kritiken i TV-programmet 2005 bemöttes av ministern Sven-Erik Österberg, som hävdade att det av praktiska skäl och integritetsskäl inte går att vara mer öppen i Sverige, eftersom Sverige är ett litet land.[källa behövs]  I programmet jämfördes dock med Norge, som är mindre än Sverige, och där utnämningar beskrevs som mer öppna. Österberg hävdade också att det görs en riktig genomgång och urval av kandidater på basis av kompetens och att kritiken därför skulle vara felaktig.
Sven-Erik Österberg har också bemött kritiken med liknande argument i en interpellationsdebatt i riksdagen: "Insyn och öppenhet i utnämningspolitiken, Interpellation 2005/06:433" av Tobias Krantz (fp) till statsrådet Sven-Erik Österberg (s). 
Göran Persson har i en uppmärksammad utfrågning i riksdagens konstitutionsutskott (1997/1998:KU25) vägrat att närmare beskriva hur utnämningarna går till. I samma utfrågning menade han att det kunde vara så att det blir fler socialdemokrater, eftersom det på grund av partiets dominans finns flera sådana med lämplig bakgrund.[källa behövs]  Han hävdade också att det stora antalet höga tjänstemän med politisk bakgrund beror på att politisk bakgrund har ansetts vara en merit, liksom att övervikten för socialdemokrater kan bero på att moderater har fördelen att kunna söka sig till reträttposter till näringslivet.[källa behövs]
Fredrik Reinfeldt sade 2007 om utnämningen av ambassadörer att den processen är mer sluten och motiverade det med att "de som är kvalificerade och oftast kommer i fråga hämtas från en mindre del av arbetsmarknaden".

## Uppmärksammade utnämningar
Av de utnämningar som särskilt har uppmärksammats finns
- regeringen Reinfeldts utnämning 2007 av Jonas Hafström till Sveriges USA-ambassadör, eftersom Fredrik Reinfeldt tidigare hade efterfrågat mer öppenhet kring utnämningsprocessen.[12]
- regeringen Löfven I:s utnämning 2017 av Carin Jämtin som generaldirektör för Sida, eftersom tjänsten hade varit vakant i ett år, regeringen hade tackat nej till 28 andra kandidater, och att Jämtin utnämndes utan att ha sökt tjänsten.
- Regeringen Anderssons utnämning 2022 av Per Olsson Fridh som generaldirektör för Folke Bernadotteakademin, eftersom Olsson Fridh tidigare själv hade varit delaktig i rekryteringsprocessen av tjänsten.[13]

## Fotnoter